# Arte Johnson
Arte Johnson, pseudonimo di Arthur Stanton Eric Johnson (Benton Harbor, 20 gennaio 1929 – Los Angeles, 3 luglio 2019), è stato un attore statunitense.

## Filmografia parziale

### Cinema
- Il selvaggio e l'innocente (The Wild and the Innocent), regia di Jack Sher (1959)
- La nostra vita comincia di notte (The Subterraneans), regia di Ranald MacDougall (1960)
- Il terzo giorno (The Third Day), regia di Jack Smight (1965)
- Quello strano sentimento (That Funny Feeling), regia di Richard Thorpe (1965)
- La folle impresa del dottor Schaefer (The President's Analyst), regia di Theodore J. Flicker (1967)
- Amore al primo morso (Love at First Bite), regia di Stan Dragoti (1979)
- La corsa più pazza d'America n. 2 (The Cannonball Run II), regia di Hal Needham (1984)
- Evil Toons - Non entrate in quella casa... (Evil Toons), regia di Fred Olen Ray (1992)
- Il mio amico Munchie (Munchie), regia di Jim Wynorski (1992)
- L'isola di Jeremy (Captiva Island), regia di John Biffar (1995)

### Televisione
- Make Room for Daddy - serie TV, un episodio (1956)
- Schlitz Playhouse of Stars - serie TV, un episodio (1959)
- The Red Skelton Show - serie TV, 2 episodi (1960)
- Hennesey - serie TV, 3 episodi (1960-1961)
- Alfred Hitchcock presenta (Alfred Hitchcock Presents) - serie TV, un episodio (1961)
- Ai confini della realtà (The Twilight Zone) - serie TV, un episodio (1961)
- 87ª squadra (87th Precinct) - serie TV, un episodio (1961)
- Il dottor Kildare (Dr. Kildare) - serie TV, un episodio (1962)
- The Andy Griffith Show - serie TV, un episodio (1962)
- G.E. True – serie TV, episodio 1x06 (1962)
- Un equipaggio tutto matto (McHale's Navy) - serie TV, un episodio (1963)
- The Greatest Show on Earth – serie TV, episodio 1x20 (1964)
- The Jack Benny Program - serie TV, un episodio (1964)
- Polvere di stelle (Bob Hope Presents the Chrysler Theatre) - serie TV, 2 episodi (1964)
- The Cara Williams Show - serie TV, un episodio (1965)
- Vita da strega (Bewitched) - serie TV, un episodio (1965)
- The Dick Van Dyke Show - serie TV, un episodio (1966)
- The Donna Reed Show - serie TV, un episodio (1966)
- I Pruitts (The Pruitts of Southampton) – serie TV, episodio 1x09 (1966)
- Rowan & Martin's Laugh-In - serie TV, 93 episodi (1967-1971)
- Hollywood Squares - serie TV, 99 episodi (1968-1980)
- Strega per amore (I Dream of Jeannie) - serie TV, un episodio (1969)
- Love, American Style - serie TV, un episodio (1969)
- Storybook Squares - serie TV, 46 episodi (1969-1977)
- Sesamo apriti (Sesame Street) - serie TV, un episodio (1970)
- The Dean Martin Show - serie TV, 4 episodi (1970-1974)
- Mistero in galleria (Night Gallery) - serie TV (1971)
- The Mike Douglas Show - serie TV, 11 episodi (1971-1976)
- La famiglia Partridge (The Partridge Family) - serie TV, 2 episodi (1972-1973)
- Here's Lucy - serie TV, un episodio (1974)
- Dinah! - serie TV, 8 episodi (1974-1976)
- Match Game - serie TV, 15 episodi (1974-1978)
- A tutte le auto della polizia (The Rookies) - serie TV, un episodio (1975)
- Tattletales - serie TV, 10 episodi (1975-1976)
- The Bobby Vinton Show - serie TV, 12 episodi (1975-1977)
- The Tonight Show Starring Johnny Carson - serie TV, 6 episodi (1975-1979)
- Ultimo indizio (Jigsaw John) - serie TV, un episodio (1976)
- Baggy Pants and the Nitwits - serie TV, 13 episodi (1977)
- Love Boat (The Love Boat) - serie TV, 5 episodi (1977-1987)
- Kojak - serie TV, un episodio (1978)
- Fantasilandia (Fantasy Island) - serie TV, 4 episodi (1978-1981)
- Hazzard (The Dukes of Hazzard) - serie TV, un episodio (1979)
- Saranno famosi (Fame) - serie TV, un episodio (1983)
- Hotel - serie TV, un episodio (1983)
- Trapper John (Trapper John, M.D.) - serie TV, un episodio (1984)
- Glitter - serie TV, 14 episodi (1984-1985)
- Airwolf - serie TV, un episodio (1985)
- A-Team (The A-Team) - serie TV, un episodio (1985)
- Mike Hammer investigatore privato (Mike Hammer) - serie TV, un episodio (1986)
- La signora in giallo (Murder, She Wrote) - serie TV, episodio 3x18 (1987)
- Giudice di notte (Night Court) - serie TV, un episodio (1990)
- General Hospital - serie TV (1991-1992)
- Parker Lewis (Parker Lewis Can't Lose) - serie TV, un episodio (1993)
- Innamorati pazzi (Mad About You) - serie TV, un episodio (1996)

## Doppiatori italiani
Nelle versioni in italiano delle opere in cui ha recitato, Arte Johnson è stato doppiato da:
- Roberto Gicca in La nostra vita comincia di notte
- Mauro Bosco in Love Boat (ep. 1x12)
- Carlo Allegrini in Love Boat (ep. 2x25)
- Massimo Milazzo in Evil Toons - Non entrate in quella casa...
- Mimmo Craig in Il mio amico Munchie
- Gianni Vagliani in L'isola di Jeremy